# Даріус Каспарайтіс
Даріус Каспарайтіс (лит. Darius Kasparaitis, нар. 16 жовтня 1972, Електренай) — колишній радянський та російський хокеїст литовського походження, що грав на позиції захисника. Грав за збірну команду Росії.
Олімпійський чемпіон. Провів понад 900 матчів у Національній хокейній лізі. 

## Ігрова кар'єра
Вихованець відомого литовського клубу «Енергія» (Електренай).
Хокейну кар'єру розпочав в чемпіонаті СРСР 1988 року виступами за команду «Динамо» (Москва).
1992 року був обраний на драфті НХЛ під 5-м загальним номером командою «Нью-Йорк Айлендерс». 
Протягом професійної клубної ігрової кар'єри, що тривала 22 роки, захищав кольори команд «Динамо» (Москва), «Нью-Йорк Айлендерс», «Піттсбург Пінгвінс», «Колорадо Аваланч», «Нью-Йорк Рейнджерс», «Ак Барс» та СКА (Санкт-Петербург).
Загалом провів 946 матчів у НХЛ, включаючи 83 гри плей-оф Кубка Стенлі.
Був гравцем молодіжної збірної СРСР, у складі якої брав участь у 6 іграх. Ще 7 ігор на молодіжному рівні і 8 матчів на дорослому рівні провів 1992 року за збірні СНД. У подальшому вирішив захищати кольори дорослої збірної Росії, провів 43 гри в її складі.

## Нагороди та досягнення
- Чемпіон СРСР/СНД у складі «Динамо» (Москва) — 1991, 1992.

## Статистика

### Клубні виступи
| Сезон                | Клуб                  | Ліга                 | Регулярний сезон | Регулярний сезон | Регулярний сезон | Регулярний сезон | Регулярний сезон | Плей-оф | Плей-оф | Плей-оф | Плей-оф | Плей-оф |
| Сезон                | Клуб                  | Ліга                 | І                | Г                | П                | О                | ШХ               | І       | Г       | П       | О       | ШХ      |
| -------------------- | --------------------- | -------------------- | ---------------- | ---------------- | ---------------- | ---------------- | ---------------- | ------- | ------- | ------- | ------- | ------- |
| 1988–89              | «Динамо» (Москва)     | СРСР                 | 3                | 0                | 0                | 0                | 0                | —       | —       | —       | —       | —       |
| 1989–90              | «Динамо» (Москва)     | СРСР                 | 1                | 0                | 0                | 0                | 0                | —       | —       | —       | —       | —       |
| 1990–91              | «Динамо» (Москва)     | СРСР                 | 17               | 0                | 1                | 1                | 10               | —       | —       | —       | —       | —       |
| 1991–92              | «Динамо» (Москва)     | СНД                  | 31               | 2                | 10               | 12               | 14               | —       | —       | —       | —       | —       |
| 1992–93              | «Динамо» (Москва)     | МХЛ                  | 7                | 1                | 3                | 4                | 8                | —       | —       | —       | —       | —       |
| 1992–93              | «Нью-Йорк Айлендерс»  | НХЛ                  | 79               | 4                | 17               | 21               | 166              | 18      | 0       | 5       | 5       | 31      |
| 1993–94              | «Нью-Йорк Айлендерс»  | НХЛ                  | 76               | 1                | 10               | 11               | 142              | 4       | 0       | 0       | 0       | 8       |
| 1994–95              | «Нью-Йорк Айлендерс»  | НХЛ                  | 13               | 0                | 1                | 1                | 22               | —       | —       | —       | —       | —       |
| 1995–96              | «Нью-Йорк Айлендерс»  | НХЛ                  | 46               | 1                | 7                | 8                | 93               | —       | —       | —       | —       | —       |
| 1996–97              | «Нью-Йорк Айлендерс»  | НХЛ                  | 18               | 0                | 5                | 5                | 16               | —       | —       | —       | —       | —       |
| 1996–97              | «Піттсбург Пінгвінс»  | НХЛ                  | 57               | 2                | 16               | 18               | 84               | 5       | 0       | 0       | 0       | 6       |
| 1997–98              | «Піттсбург Пінгвінс»  | НХЛ                  | 81               | 4                | 8                | 12               | 127              | 5       | 0       | 0       | 0       | 8       |
| 1998–99              | «Піттсбург Пінгвінс»  | НХЛ                  | 48               | 1                | 4                | 5                | 70               | —       | —       | —       | —       | —       |
| 1999–00              | «Піттсбург Пінгвінс»  | НХЛ                  | 73               | 3                | 12               | 15               | 146              | 11      | 1       | 1       | 2       | 10      |
| 2000–01              | «Піттсбург Пінгвінс»  | НХЛ                  | 77               | 3                | 16               | 19               | 111              | 17      | 1       | 1       | 2       | 26      |
| 2001–02              | «Піттсбург Пінгвінс»  | НХЛ                  | 69               | 2                | 12               | 14               | 123              | —       | —       | —       | —       | —       |
| 2001–02              | «Колорадо Аваланч»    | НХЛ                  | 11               | 0                | 0                | 0                | 19               | 21      | 0       | 3       | 3       | 18      |
| 2002–03              | «Нью-Йорк Рейнджерс»  | НХЛ                  | 80               | 3                | 11               | 14               | 85               | —       | —       | —       | —       | —       |
| 2003–04              | «Нью-Йорк Рейнджерс»  | НХЛ                  | 44               | 1                | 9                | 10               | 48               | —       | —       | —       | —       | —       |
| 2004–05              | «Ак Барс»             | Росія                | 28               | 1                | 3                | 4                | 118              | 3       | 0       | 0       | 0       | 6       |
| 2005–06              | «Нью-Йорк Рейнджерс»  | НХЛ                  | 67               | 0                | 6                | 6                | 97               | 2       | 0       | 0       | 0       | 0       |
| 2006–07              | «Нью-Йорк Рейнджерс»  | НХЛ                  | 24               | 2                | 2                | 4                | 30               | —       | —       | —       | —       | —       |
| 2006–07              | «Гартфорд Вулвс Пек»  | АХЛ                  | 12               | 0                | 3                | 3                | 8                | —       | —       | —       | —       | —       |
| 2007–08              | «Гартфорд Вулвс Пек»  | АХЛ                  | 4                | 1                | 0                | 1                | 4                | —       | —       | —       | —       | —       |
| 2007–08              | СКА (Санкт-Петербург) | Росія                | 33               | 1                | 4                | 5                | 83               | 8       | 0       | 2       | 2       | 4       |
| 2008–09              | СКА (Санкт-Петербург) | КХЛ                  | 26               | 0                | 1                | 1                | 34               | —       | —       | —       | —       | —       |
| СРСР/Росія/КХЛ разом | СРСР/Росія/КХЛ разом  | СРСР/Росія/КХЛ разом | 146              | 5                | 22               | 27               | 267              | 11      | 0       | 2       | 2       | 55      |
| Усього в НХЛ         | Усього в НХЛ          | Усього в НХЛ         | 863              | 27               | 136              | 163              | 1379             | 83      | 2       | 10      | 12      | 107     |

### Збірна
| Рік                | Команда            | Турнір             | Місце              | І  | Г | П  | О  | ШХ |
| ------------------ | ------------------ | ------------------ | ------------------ | -- | - | -- | -- | -- |
| 1991               | СРСР               | МЧС                | 2                  | 6  | 1 | 3  | 4  | 16 |
| 1992               | СНД                | МЧС                | 1                  | 7  | 1 | 5  | 6  | 8  |
| 1992               | СНД                | ОІ                 | 1                  | 8  | 0 | 2  | 2  | 2  |
| 1992               | Росія              | ЧС                 | 5-е                | 6  | 2 | 1  | 3  | 4  |
| 1996               | Росія              | ЧС                 | 4-е                | 8  | 0 | 2  | 2  | 2  |
| 1996               | Росія              | КС                 | Півфінал           | 5  | 0 | 2  | 2  | 14 |
| 1998               | Росія              | ОІ                 | 2                  | 6  | 0 | 2  | 2  | 6  |
| 2002               | Росія              | ОІ                 | 3                  | 6  | 1 | 0  | 1  | 4  |
| 2004               | Росія              | КС                 | 5-е                | 4  | 0 | 1  | 1  | 8  |
| 2006               | Росія              | ОІ                 | 4-е                | 8  | 0 | 2  | 2  | 8  |
| Молодіжна збірна   | Молодіжна збірна   | Молодіжна збірна   | Молодіжна збірна   | 13 | 2 | 8  | 10 | 24 |
| Національна збірна | Національна збірна | Національна збірна | Національна збірна | 51 | 3 | 12 | 15 | 50 |